# Maoritomella orientalis
Maoritomella orientalis é uma espécie de gastrópode do gênero Maoritomella, pertencente a família Borsoniidae.